# Saitō Tomonobu
Saitō Tomonobu est un nom japonais traditionnel ; le nom de famille (ou le nom d'école), Saitō, précède donc le prénom (ou le nom d'artiste).
Saitō Tomonobu (斎藤 朝信, 1527-1591) est un officier du clan Uesugi de l'époque Sengoku du XVIe siècle de l'histoire du Japon.
Il se fait connaître lors de l'expédition dans la région de Kantō et l'invasion d'Etchu. En plus d'être un grand guerrier, il est connu pour ses compétences de gestionnaire. Uesugi Kenshin le place à un poste élevé de confiance. Au service de Uesugi Kagekatsu, après la mort de son maître précédent, Kenshin, il repousse de nombreuses attaques des Oda.

## Source de la traduction
- (en) Cet article est partiellement ou en totalité issu de l’article de Wikipédia en anglais intitulé « Saito Tomonobu » (voir la liste des auteurs).